# Магомедов, Магомедхан Магомедович
Магомедхан Магомедович Магомедов (азерб. Maqomedxan Maqomedov; род. 27 января 1998, Александрийская, Дагестан) — азербайджанский борец вольного стиля дагестанского происхождения. Бронзовый призёр летних Олимпийских игр 2024 года, чемпион Европы (2022), бронзовый и серебряный призер призёр чемпионатов мира, двукратный серебряный призёр Европы (2023 и 2024).

## Карьера
Вольной борьбой занимается с 12 лет. Является воспитанником школы махачкалинского «Динамо». Занимался под руководством Али Иманмурзаевича Алиева.
В марте 2017 года завоевал бронзовую медаль чемпионата СКФО среди юниоров. В октябре 2017 года в Хасавюрте стал бронзовым призёром Межконтинентального Кубка. В мае 2018 года в Каспийске одержав победу над Зайнуллой Курбановым, стал победителем международного турнира по вольной борьбе памяти Али Алиева В сентябре 2018 года в словацкой Трнаве одержал победу на юниорском чемпионате мира. В начале ноября 2019 года в Воронеже на Абсолютном чемпионате России стал победителем в полутяжелой категории, затем проиграл в главной схватке против победителя в тяжелом весе Батрадза Газзаева. В январе 2020 года в финале Гран-при Ивана Ярыгина в Красноярске уступил Владиславу Байцаеву. В мае 2021 года в Красноярске одолев в финале местного борца Игоря Овсянникова стал победителем Гран-при Ивана Ярыгина.
В декабре 2021 года в Баку стал чемпионом Азербайджана. В марте 2022 года выиграл чемпионат Европы в Будапеште, одолев финале Байцаева. В сентябре этого же года стал бронзовым призёром чемпионата мира в Белграде, одолев в борьбе за бронзу Мохаммад Хусейна Мохаммадиана из Ирана.
6 июня 2024 года на рейтинговом турнире «Budapest wrestling ranking series 2024» (Будапешт, Венгрия) завоевал серебряную медаль.
На Олимпиаде 2024 года в Париже Магомедову удалось дойти до полуфинала и выиграть бронзовую медаль на первых в своей карьере Олимпийских играх. Распоряжением президента Азербайджанской Республики Ильхама Алиева от 13 августа 2024 года Магомедхан Магомедов за высокие достижения на XXXIII Летних Олимпийских играх в Париже и заслуги в развитии азербайджанского спорта был награждён орденом «За службу Отечеству III степени».

## Спортивные результаты
- Межконтинентальный Кубок 2017 — ;
- Международный турнир по вольной борьбе памяти А. Алиева 2018 — ;
- Чемпионат мира по борьбе среди юниоров 2018 — ;
- Абсолютный чемпионат России по борьбе 2019 (до 97) — ;
- Абсолютный чемпионат России по борьбе 2019 (абсолютная) — ;
- Гран-при Ивана Ярыгина 2020 — ;
- Гран-при Ивана Ярыгина 2021 — ;
- Чемпионат Азербайджана по вольной борьбе 2021 — ;
- Чемпионат Европы по борьбе 2022 — ;
- Чемпионат Европы по борьбе 2023 — ;
- Чемпионат Европы по борьбе 2024 — ;
- Летние Олимпийские игры 2024 — .